# 鍾耀華
鍾耀華，香港學運領袖，作家，曾經擔任香港中文大學學生會幹事會會長、現任香港專上學生聯會常務秘書，是2014年11月15日上訪北京的其中一員。早年就讀元朗商會中學、香港中文大學政治與行政學系。
2019年4月9日，鍾耀華被控於2014年9月27至28日於中環金鐘參與「佔領中環」期間「煽惑他人」或「煽惑他人煽惑」非法阻礙行車道。西九龍裁判法院裁定鍾耀華在「煽惑他人犯公眾妨擾罪」、「煽惑他人煽惑公眾妨擾罪」罪名成立。4月24日被判囚8個月，獲准緩刑2年。
2021年出版時間也許從不站在我們這邊，並於8月離開香港到台灣就讀碩士，2022年旅居英國。

## 外部連結
- 鍾耀華：註銷回鄉證地勤宣讀 反映中央欠承擔 （页面存档备份，存于）
- 周永康被批評不在衝擊前線　鍾耀華：學聯並非只得周岑二人 （页面存档备份，存于）
- 普選爭議：學聯鍾耀華被警員凌空抬走 （页面存档备份，存于）